# Hecataeus (cráter)

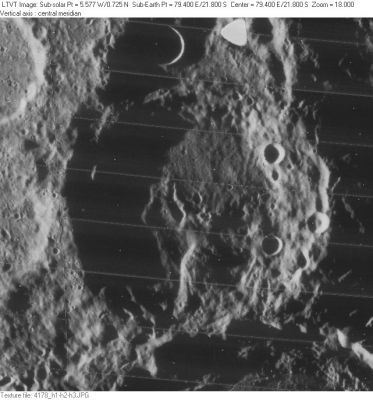
Fotografía de la misión Lunar Orbiter 4

Hecataeus es un gran cráter de impacto que se encuentra cerca de la extremidad oriental de la Luna. Está unido al borde norte de la llanura amurallada del cráter Humboldt. Al noreste se halla el cráter más pequeño Gibbs. Al este de Hecataeus se localiza una cadena de pequeños cráteres formando una línea radial con respecto a Humboldt; denominada Catena Humboldt.
|  |  |

Hecataeus es una llanura amurallada desgastada y erosionada con amplias paredes internas. Su parte norte se encuentra sobre la mitad de Hecataeus K, un cráter de tamaño notable. A lo largo del borde sur, los materiales eyectados de Humboldt forman terrazas en su exterior y una superficie interior accidentada que ocupa el sur del fondo de Hecateus. Varios pequeños cráteres en forma de cuenco se extienden por el borde oriental y la pared interior. El borde occidental, parcialmente erosionado, está mucho menos dañado por los impactos que los restantes sectores. La parte norte de la plataforma interior es carece de rasgos distintivos.

## Cráteres satélite
Por convención estos elementos se identifican en los mapas lunares colocando la letra en el lado del punto medio del cráter que está más cercano a Hecataeus.
|           | \| Hecataeus \| Coordenadas \| Diámetro \| \| --------- \| ----------------------------- \| -------- \| \| A \| 22°00′S 81°36′E / -22.0, 81.6 \| 11 km \| \| B \| 19°30′S 75°36′E / -19.5, 75.6 \| 69 km \| \| C \| 19°00′S 73°12′E / -19.0, 73.2 \| 22 km \| \| E \| 18°30′S 72°48′E / -18.5, 72.8 \| 13 km \| \| J \| 22°36′S 80°48′E / -22.6, 80.8 \| 11 km \| \| K \| 19°06′S 79°48′E / -19.1, 79.8 \| 76 km \| \| L \| 19°06′S 79°00′E / -19.1, 79.0 \| 21 km \| \| M \| 20°54′S 84°06′E / -20.9, 84.1 \| 18 km \| \| N \| 21°00′S 80°48′E / -21.0, 80.8 \| 10 km \| |          |
| Hecataeus | Coordenadas | Diámetro |
| A         | 22°00′S 81°36′E / -22.0, 81.6 | 11 km    |
| B         | 19°30′S 75°36′E / -19.5, 75.6 | 69 km    |
| C         | 19°00′S 73°12′E / -19.0, 73.2 | 22 km    |
| E         | 18°30′S 72°48′E / -18.5, 72.8 | 13 km    |
| J         | 22°36′S 80°48′E / -22.6, 80.8 | 11 km    |
| K         | 19°06′S 79°48′E / -19.1, 79.8 | 76 km    |
| L         | 19°06′S 79°00′E / -19.1, 79.0 | 21 km    |
| M         | 20°54′S 84°06′E / -20.9, 84.1 | 18 km    |
| N         | 21°00′S 80°48′E / -21.0, 80.8 | 10 km    |